# Велике кохання (телесеріал)
«Велике кохання» (англ. Big Love) — це американська телевізійна драма каналу HBO про вигадану сім'ю мормонів-фундаменталістів, що проживає в Юті і практикує полігамію. В серіалі знімалися Білл Пекстон, Хлоя Севіньї, Джінн Тріпплхорн, Джінніфер Ґудвін, Гаррі Дін Стентон, Аманда Сейфрід, Дуглас Сміт, Грейс Забріскі та Метт Росс.
Прем'єра в США відбулася 12 березня 2006, відразу за прем'єрою 6 сезону серіалу Клан Сопрано. Другий сезон вийшов в 2007 році, а третій сезон почали транслювати в США і Канаді 18 січня 2009. У серпні 2009 почалися зйомки четвертого сезону, прем'єра якого повинна відбутися 10 січня 2010 року.

## Огляд
Серіал створено спільно Марком Олсеном та Віллом Шеффером, які так само виконували роль виконавчих продюсерів.
Олсен та Шеффнер провели майже три роки, збираючи матеріал, який ліг в основу сценарію, вони мали намір створити неупереджений опис полігамії в Америці, не намагаючись когось засуджувати. Вступна пісня в серіалі «God Only Knows» виконується гуртом The Beach Boys; музичний супровід склав Девід Берн. Музичний супровід першого сезону створено Марком Моверсбахом.
4 лютого 2009 року було анонсовано, що HBO зніме четвертий сезон.

## У головних ролях
- Білл Пекстон — Білл Генріксон — Головний герой. Практикує полігамію.
- Джінн Тріпплхорн — Барбара Генріксон — Перша і законна дружина Білла. Мати Сари, Бена і Тенсі.
- Хлоя Севіньї — Ніколетта Грант — Друга дружина Білла, дочка Романа Гранта, доглядала за Барб під час її хвороби. Мати Вейна і Реймонда.
- Джінніфер Ґудвін — Марджин Геффман — Третя і наймолодша дружина Білла. Мати Лестера, Аарона та Нейл.
- Аманда Сейфрід — Сара Генріксон — Старша дочка Біла і Барб, не розділяє погляди свого батька на полігамію.
- Дуглас Сміт — Бен Генріксон — Син Білла та Барб. Вирішив слідувати по стопах батька.
- Шон Дойл — Джої Генріксон — Колишній футболіст, грав за Dallas Cowboys, Брат Білла, одружений з Вандою Генріксон. Так само робить спробу ведення полігамного способу життя.
- Мелора Волтерс — Ванда Генріксон — Невістка Білла, дружина Джої Генріксона, сестра першого чоловіка Ніки Джей. Джея. Психічно неврівноважена.
- Джоель МакКіннон Міллер — Дон Ембрі — Найкращий друг Білла і партнер по бізнесу. Практикує полігамію.
- Грейс Забріскі — Луїс Генріксон — Мати Білла. Ненавидить його батька.
- Метт Росс — Албі Грант — Син Романа Гранта, приховує свою бісексуальність.
- Мирейль Енос — Кетті Маркварт (вмирає) — Наречена Джої, не стала другою дружиною. Гине в автомобільній катастрофі. Грає сестру-близнюка Кетті - Джодін.
- Гаррі Дін Стентон — Роман Грант (вмирає) — Пророк і лідер громади Джуніпер Крик. Батько Ніки. Вбитий Джої Генріксоном.